# Miedwie
Der Jezioro Miedwie (deutsch Madüsee; auch Madüe-See) ist ein See im Westen der Pommerschen Seenplatte bei Stargard, etwa zehn Kilometer nördlich der Stadt Pyrzyce (Pyritz) und etwa 25 Kilometer südöstlich der Stadt Stettin in der polnischen Woiwodschaft Westpommern. Einziger Abfluss und nennenswerter Zufluss des Sees ist die Płonia (Plöne).
Der Madüsee beherbergt neben vielen anderen Fischarten die Madüsee-Maräne, eine endemische Population des Ostseeschnäpels (Coregonus maraena), die früher als eigene Unterart angesehen wurde, sowie zwei Arten von Kleinkrebsen als Eiszeitrelikte.
Die Ufer (39 Kilometer lang) umfassen wertvolle Moorgebiete und beherbergen ein bedeutendes Brutvorkommen der Bartmeise. Seine Anliegergemeinden gehören zu den Powiaten (Landkreisen) Stargard und Gryfino. Vor allem im Norden des Sees, im Ort Morzyczyn (Moritzfelde), gibt es touristische Angebote.
Der See erscheint als Meduvi in einer auf 1220 datierten Urkunde, die aber als unecht erkannt ist, sowie als Meduwe in einer auf 1226 datierten, aber ebenfalls unechten Urkunde. Die ersten gesicherten Erwähnungen des Sees sind als Medui in einer Urkunde des pommerschen Herzogs Barnim I. von 1248 und als Meduge in einer Urkunde desselben Herzogs von 1249.
Der Wasserspiegel lag vor 2000 Jahren noch bei etwa 14 m ü. NN, in geschichtlicher Zeit dann höher, vor 1770 bei 16 m ü. NN. Der Anstieg könnte dadurch verursacht sein, dass das Kloster Kolbatz den See zum Betrieb von Wassermühlen aufgestaut hatte.
Der heutige Wasserspiegel bei 14 m ü. NN wurde 1770 durch die Absenkung des Madüsees unter Leitung des Landbaumeisters David Gilly eingestellt. Dieser führte auf Befehl König Friedrichs II. von Preußen Meliorationsarbeiten durch.
Der Meliorationsplan wurde 1769 von Franz Balthasar Schönberg von Brenkenhoff entworfen. Es konnten etwa 3585 Hektar Land (14.338 Morgen) Nutzfläche für 150 Familien (712 Seelen) gewonnen werden. Zu den dabei neu angelegten Dörfern – zur Zeit ihrer Gründung als „Kolonien“ im Sinne von Siedlungen bezeichnet – gehörten Giesenthal, Löllhöfel, Möllendorf, Schöningen und die nach Brenkenhoff benannte Siedlung Brenkenhofswalde.
Der Madüsee war zu Beginn des 20. Jahrhunderts Schauplatz wichtiger Forschungen der physikalischen Limnologie (Müller-Navarra, 2005).